# Светска изложба
Светска изложба је назив манифестације која се у облику сајма или изложбе одржава од средине 19. века, под надзором Међународне канцеларије за изложбе (фр. Bureau International des Expositions, BIE), са седиштем у Паризу и са 98 држава-чланица. Уобичајени назив за светске изложбе је експо (EXPO), иако тај назив неретко користе и разне друге изложбе тематског типа, које нису под патронатом BIE.
Основна идеја ових изложби је да све земље добију прилику да прикажу остатку света свој поглед на неку задату тему. Земље учеснице, у складу с задатом темом, уређују по властитом нахођењу у одвојеним павиљонима своје изложбене просторе.

## Историја
Прва светска изложба у данашњем смислу те речи, одржана је 1851. године у Лондону у Уједињеном Краљевству као тадашњој водећој сили у свету. Све нације биле су позване да допринесу изложби која је представила највећа достигнућа свих грана људског деловања. Лондонска изложба је остварила велики успех, па су ускоро и други велики градови организовали Светске изложбе. Заоставштина Светских изложби у више од 150 година њиховог одржавања, између осталог укључује: Ајфелов торањ у Паризу, Атомијум у Бриселу, изум телевизије и др.

## Врсте изложби
Према правилима Међународне канцеларије за изложбе BIE изложбе се организују као:

### Светске изложбе
Светске изложбе, званично познате као Међународне регистроване изложбе, представљају глобално окупљање нација посвећено проналажењу решења за хитне изазове нашег времена. Нуде путовање унутар универзалне теме кроз занимљиве и импресивне активности. Светске изложбе, које посећује десетине милиона посетилаца, омогућавају земљама да изграде изванредне павиљоне и трансформишу град домаћин у годинама које долазе. Прва Светска изложба (Great Exhibition) одржана је 1851. године у Лондону. Од 2000. године одржава се сваких 5 година, с тим што је Изложба у Дубаију, која је требало да се одржи 2020. померена за 2021. због пандемије ковида 19.
- Трајање: највише 6 месеци
- Површина изложбе: неограничена

### Специјализоване изложбе
Специјализоване изложбе, званично познате као Међународно признате изложбе, су глобални догађаји осмишљени да одговоре на специфични изазов са којим се човечанство суочава. Специјализовани изложбе поздрављају милионе посетилаца и нуде путовање кроз одабрану тему кроз занимљиве и импресивне активности. Изложбени простор је у потпуности изграђен од стране Организатора, а учесницима је обезбеђен павиљонски простор, који могу да прилагоде, унутра и споља, у складу са сопственом интерпретацијом Експо теме. Следећи специјализовани сајам одржаће се у Београду, у Србији, између 15. маја и 15. августа 2027. године под темом „Играј за човечанство – спорт и музика за све“.
Специјализоване изложбе обухватају:
- све специјалне изложбе организоване од 1936. до 1975. под покровитељством Међународне канцеларије за изложбе,
- све међународне специјализоване изложбе организоване 1981. до 1998,
- све међународно признате изложбе од 2008. до данас.[6]

Према Париској конвенцији из 1928. специјализоване изложбе:
- Илуструју одређену тему
- Трајање: највише 3 месеца
- Површина изложбе: до 25 ha[7]

### Хортикултурне изложбе
Париска конвенција из 1928. каже да Међународни изложбени биро може признати хортикултурне изложбе одобрене од стране Међународног удружења произвођача украсних биљака (International Association of Horticultural Producers). Од 1960. године, Биро је признао 23 хортикултурне изложбе. Хортикултурни изложбе подстичу сарадњу и размену знања и решења између земаља, хортикултурних произвођача и пољопривредних индустрија, тако што се баве најважнијим питањима здравог живота, зелене економије, одрживог развоја, образовања и иновација.
- Одржавају се између две светске изложбе, са размаком од најмање две године
- Трајање: највише 6 месеци
- Површина изложбе: неограничена[8]

### Милански тријенале
Милански тријенале је међународна изложба декоративне уметности и модерне архитектуре (итал. Triennale di Milano). Одржава се у Милану и посвећена је архитектури, дизајну и занатству. Настала је 1933. године као наставак Бијенала декоративне уметности у Монци. Милански тријенале има за циљ да негује јединствену визију свих облика уметности и креативног изражавања, стриктно повезаних са друштвеном еволуцијом и економским развојем, као и да стимулише однос између индустрије, уметности и друштва у целини. Свако издање Тријенала организовано је око одређене актуелне теме. Милански тријенале организује институција која носи исто име — Triennale di Milano. Учесници могу бити земље, градови, региони, универзитети, компаније, дизајнерски центри, уметничка удружења, музеји, непрофитне организације и други. 
- Историјски је смештена у миланској Палати уметности (итал. Palazzo dell'Arte)
- Трајање: највише 6 месеци[9]

Иако се назива тријенале (манифестација која се одржава сваке треће године), Милански тријенале се не придржава стриктно овог ритма од самог почетка. Први Тријенале одржан је 1933. године, следећи 1936, али је већ следећа манифестација померена на 1940. Током Другог светског рата изложба није организована. Прва послератна одржана је 1947, а затим се организује на 3-4 године све до 1968. После ове изложбе следи дужи период од 20 година, током ког Тријенале није одржаван. Следећи је одржан 1988. и после тога се одржавао на 4 године до 1996, после које поново следи пауза од 20 година. Од 2016. изложба се поново организује на 3 године.

## Списак светских изложби
- 1851. -  Лондон
- 1855. -  Париз
- 1862. -  Лондон
- 1867. -  Париз
- 1873. -  Беч
- 1876. -  Филаделфија
- 1878. -  Париз
- 1880. -  Мелбурн
- 1888. -  Барселона
- 1889. -  Париз
- 1893. -  Чикаго
- 1897. -  Брисел
- 1900. -  Париз
- 1904. -  Сент Луис
- 1905. -  Лијеж
- 1906. -  Милано
- 1910. -  Брисел
- 1913. -  Женева
- 1915. -  Сан Франциско
- 1929. -  Барселона
- 1933. -  Чикаго
- 1935. -  Брисел
- 1937. -  Париз
- 1939. -  Њујорк
- 1949. -  Порт о Пренс
- 1958. -  Брисел
- 1962. -  Сијетл
- 1967. -  Монтреал
- 1970. -  Осака
- 1982. -  Ноксвил (специјализована)
- 1986. -  Ванкувер (специјализована)
- 1992. -  Севиља
- 1998. -  Лисабон (специјализована)
- 2000. -  Хановер
- 2005. -  Нагоја
- 2008. -  Сарагоса (специјализована)
- 2010. -  Шангај
- 2012. -  Јосу (специјализована)
- 2015. -  Милано[12]
- 2017. -  Астана (специјализована)[13]
- 2020. -  Дубаи
- 2025. -  Осака
- 2027. -  Београд (специјализована)[6]
- 2027. -  Јокохама (хортикултурна)[14]
- 2030. -  Ријад[4]